# Sanctuarul (roman)
Sanctuarul (1994) (titlu original The Forest House) este un roman fantasy scris de Marion Zimmer Bradley și Diana L. Paxson, deși aceasta din urmă nu a fost creditată de editor. Cartea constituie un preludiu al best-sellerului Negurile.

## Compunerea romanului
Acțiunea romanului Sanctuarul se petrece în primul secol, în vestul Britaniei, care pe atunci era parte a Imperiului Roman. Bradley a descris cucerirea triburilor celtice și despre implicațiile pe care ocupația romană le-a avut asupra vieții politice și religioase.
În timp ce lucra la manuscris, Bradley a suferit un accident vascular cerebral, care i-a afectat capacitea de concentrare. La sugestia soțului ei, a apelat la ajutorul cumnatei sale, Diana L. Paxson, care era familiarizată cu opera sa, cu înclinațiile ei spirituale și cu istoria Britaniei sub ocupația romană.
Intriga romanului are la bază opera Norma, a cărei acțiune a fost mutată din Galia în Britania, dar din care s-a păstrat ideea iubirii dintre o preoteasă druidă, servitoare a Zeiței, și un ofițer roman. La acestea, Paxson a adăugat un cadru istoric credibil, bazat pe biografia realizată de istoricul roman Tacitus socrului său, care era guvernator al Britaniei.

## Intriga
În vremurile de început ale colonizării romane, legiunile îi urmăresc cu înverșunare pe druizi. Sanctuarul Zeiței, amplasat pe insula Mona este distrus, druizii săi sunt uciși, iar preotesele violate. Din copiii care se nasc în urma acestor violuri, preotesele ucid fetele și lasă în viață doar băieții, apoi se sinucid. Băieții cresc și fomrmează un grup care se intitulează Corbii, jurând să se răzbune împotriva Romei. Una dintre puține preotese rămase în viață, Lhiannon, ridică un nou sanctuar la Vernemeton, parțial controlat și protejat de romani.
Romanul istorisește povestea lui Eilan, nepoata arhi-druidului Britaniei. Ea aude chemarea Zeiței și este aleasă să fie inițiată la Vernemeton, urmând să-i ia locul lui Lhiannon ca Mare Preoteasă. Înainte de a merge la sanctuar, ea ascultă de chemarea inimii și, în timpul nopții magice de Beltaine, concepe un fiu cu ofițerul roman Gaius Macellius, fiul lui Macellius - Prefectus Castorum al celei de-a Doua Legiuni Adiutrix la Deva. Prin venele lui Gaius curge sânge celtic de la mama sa, provenită din tribul sudic al silurilor. Eilan știe că fiul lor, Gawen - a cărui linie de sânge provine din Dragon (regalitatea celtică), Vultur (Imperiul Roman) și cel Înțelept (druizii), va juca un rol crucial în istoria Britaniei, iar asta o determină să facă mari sacrificii pentru a-l proteja.
În aer se simte apariția unui dezechilibru major în balanța puterii, iar Eilan este convinsă că acest fenomen are legătură cu apropiata moarte a bunicului ei, arhi-druidul iubitor de pace. Ea îi cere lui Caillean - o fată salvată în Hibernia din mâinile mamei sale - să ducă un grup de preotese tinere pe insula Avalon și să pună acolo bazele unui nou sanctuar. În Vernemeton, Eilan este presată continuu de noul arhidruid, tatăl ei, să înceteze susținerea păcii și colaborarea cu romanii. Într-un final dramatic, ea și iubitul ei, Gaius, se sacrifică pentru a împiedica o confruntare sângeroasă și pentru a salva viața fiului lor, Gawen.

## Lista personajelor
- Ardanos - arhi-druid al Britaniei
- Bendeigid - druid care locuiește lângă Vernemeton
- Caillean - fată originară din Hibernia
- Cynric - fiul vitreg al lui Bendeigid
- Dieda - fiica mai mică a lui Ardano
- Eilan - fiica mijlocie a lui Bendeigid și a lui Rheis
- Gaius Macellius Severus Siluricus (Gaius) - tânăr ofițer roman născut dintr-o mamă britanică
- Gawen - fiul lui Eilan cu Gaius
- Lhiannon - Preoteasă a Oracolului, Mare Preoteasă din Vernemeton
- Gaius Macellius Severus, senior (Macellius) - zazăl lui Gaius, Prefectus Castorum al celei de-a Doua Legiuni Adiutrix la Deva, din ordinul ecvestru

## Legături cu alte opere
Negurile, o repovestire a mitului Regelui Artur dintr-o perspectivă feministă, este probabil cel mai cunoscut roman de sine stătător al lui Marion Zimmer Bradley. Spre sfârșitul Negurilor se face referire la legătura dintre Eilan și Gaius - Sanctuarul relatează detaliile acelei povești. La rândul său, Sanctuarul face referire la personaje dintr-o operă anterioară a lui Bradley, The Fall of Atlantis, sugerându-se că două dintre personajele principale ale acelui roman s-ar fi reîncarnat în acesta.
Peste ani, în colaborare cu Diana L. Paxson, povestea a crescut la dimensiunile unei serii: Negurile (1983), Sanctuarul (1994), Doamna din Avalon (1997), Preoteasa din Avalon (2000), Străbunii Avalonului (2004), Ravens of Avalon (2007) și Sword of Avalon (2009).
În Nota autoarei, Marion Zimmer Bradley declară că imnurile din capitolele 5, 22 și 30 sunt adaptate din libretul operei Norma de Vincenzo Bellini. Imnurile din capitolele 17 și 24 sunt preluate din Carmina Gadelica, o colecție de rugăciuni tradiționale din Scoția, adunată de Reverendul Alexander Carmichael la sfârșitul secolului al XIX-lea.

## Opinii critice
Fantastic Fiction vede în Sanctuarul "o parabolă a conflictului dintre tradiția creștin-feudală - cu Dumnezeu, rege, nobili și cler conducând lumea - și primele raze de lumină ale gândirii renascentiste". Păstrând aceeași notă, New York Book Reviews" caracterizează romanul drept unul "în care religia își îngăduie să devină sclava politicii și a statului".
Din punct de vedere literar, eNotes apreciază faptul că "acuratețea redării contextului istoric, care ar fi putut încărca inutil intriga, nu diminuează personajele credibile din această poveste atrăgătoare", exprimându-și opinia că romanul "este o completare perfectă a celui predecent, NEGURILE". La rândul său, Kirkus Reviews remarcă faptul că "Bradley scrie cu un ritm domol, ordonând totul pas cu pas".